# Kaledonija
Kaledonija (lat. Caledonia), keltsko-rimski naziv za teritorij sjeverne Škotske. Geografski pojam je nastao od plemenskog imena Kaledonaca (Caledonii), jednog od plemena Pikta. Rimljani ih nisu nikada uspjeli pokoriti, zbog čega je rimski car Hadrijan izgradio utvrđenu pograničnu liniju, poznatu kao Hadrijanov zid.
Od 5. stoljeća, Kaledonci su često pustošili Britanijom, zajedno sa Škotima, s kojima su se naposljetku spojili u jedinstveni narod.
Od srednjeg vijeka naziv se često koristio kao književni izraz za Škotsku.

## Vanjske poveznice
- Kaledonija Hrvatska enciklopedija
- Kaledonija Proleksis enciklopedija